# 시량초등학교
시량초등학교는 대한민국 충청남도 예산군에 있는 초등학교다.

## 학교 연혁
- 1962. 12. 09 덕산초등학교 시량분교장 설립
- 1966. 03. 16 시량국민학교로 승격 개교
- 1967. 03. 01 12학급 편성 인가
- 1984. 03. 05 병설유치원 1학급 인가
- 1987. 03. 01 6학급 편성 인가
- 1990. 12. 03 교사 전체 개축
- 1994. 12. 25 조리실 신축
- 1996. 03. 01 시량초등학교로 개칭
- 1996. 10. 09 2개 교실 및 수세식 화장실 증축
- 1996. 10. 24 정호수 1개소 증설
- 1996. 10. 29 군지정 인성교육 시범 운영 보고
- 1999. 12. 03 군지정 환경보전 시범 운영 보고
- 2000. 11. 15 급식실 1실 증축
- 2004. 12. 30 아름다운 화장실 최우수학교 표창(교육장)
- 2006. 10. 09 방과후학교 우수교 표창
- 2006. 11. 08 특별교실 신축 시공
- 2006. 12. 29 2006 혁신우수 인증학원 선정
- 2007. 12. 10 과학실, 도서실 현대화
- 2009. 02. 28 영어체험실, 보육교실 설치
- 2010. 02. 19 제44회 졸업(총 졸업생 2025명)
- 2011. 02. 17 제45회 졸업(총 졸업생 2031명)
- 2012. 02. 16 제46회 졸업(총 졸업생 2040명)
- 2013. 02. 13 제47회 졸업(총 졸업생 2046명)
- 2014. 02. 14 제48회 졸업(총 졸업생 2058명)
- 2015. 02. 13 제49회 졸업(총 졸업생 2067명)